# Tibbers Castle
Tibbers Castle ist die Ruine einer Niederungsburg vom Typus einer Turmhügelburg (Motte) an einer Furt über den Fluss Nith in der schottischen Council Area Dumfries and Galloway. Östlich der Burg befindet sich das Dorf Carronbridge und nordwestlich davon Drumlanrig Castle, ein Schloss aus dem 16. Jahrhundert.
Tibbers Castle wurde im 12. oder 13. Jahrhundert errichtet und wird 1298 erstmals urkundlich erwähnt. Damals war die hölzerne Burg bereits durch eine aus Stein ersetzt worden. Tibbers Castle war bis in die zweite Hälfte des 14. Jahrhunderts das Verwaltungszentrum des Baronats Tibbers, dann wurde die Verwaltung ins nahegelegene Morton verlegt. In den englisch-schottischen Kriegen Anfang des 14. Jahrhunderts wurde die Burg zuerst von den Schotten unter Robert the Bruce und dann von den Engländern eingenommen, bevor sie 1313 zurück unter schottische Kontrolle kam.
Die Burg wurde unter den Earls of Moray und dann unter den Earls of March weitervererbt, bis sie unter die Kontrolle der schottischen Krone kam. Bei der Burg wurde eine „Toun“ (dt.: Siedlung) gegründet. Es ist nicht bekannt, wann Tibbers Castle aufgegeben wurde, aber im 18. Jahrhundert diente das Gelände bereits landwirtschaftlichen Zwecken. Archäologische Untersuchungen dort wurden 1864, 1912 und 2013/2014 durchgeführt.

## Geschichte

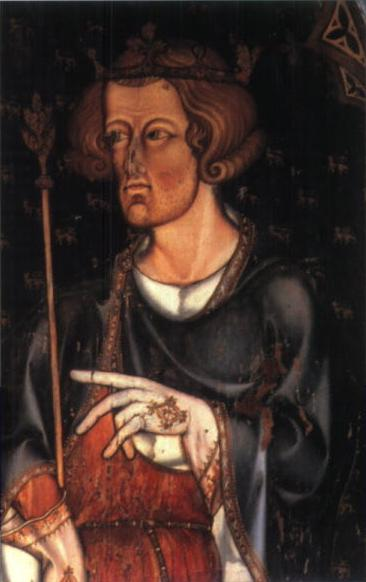
Eduard I. von England besuchte Tibbers Castle 1298

Die Ursprünge von Tibbers Castle sind nicht dokumentiert, man nimmt an, dass es im 12. oder 13. Jahrhundert als hölzerne Burg errichtet wurde. Erstmals wurde die Burg 1298 urkundlich erwähnt, als Sir Richard Siward entweder eine steinerne Einfriedung errichten oder eine solche erweitern ließ, die bereits der hölzernen Burg hinzugefügt worden war. König Eduard I. von England besuchte die Burg im selben Jahr. Siward war der Sheriff von Dumfries, als die Gegend unter Kontrolle der Engländer stand, und Dokumente aus dieser Zeit beweisen einige Aktivitäten auf der Burg. 1302 wurden 100 £ in das Gebäude investiert, in dem eine 23-köpfige Garnison stationiert war.
Der Tod König Alexanders III. von Schottland führte zu einer Nachfolgekrise, die die Herrschaft des englischen Königs Eduards I. über Schottland begründete. Die Familie von Robert the Bruce war eine derjenigen, die den Thron beanspruchten. 1306 wurde Robert zum König gekrönt, was zum Krieg mit England führte. Die erste Phase des Kampfes der Bruces 1306 bestand in der Einnahme der von den Engländern besetzten Burgen Ayr Castle, Dalswinton Castle, Inverkip Castle und Tibbers Castle. Die Kontrolle wurde John de Seton übertragen, bis die Engländer die Burg von den Schotten zurückeroberten, die Verteidiger erhängten und eine größere Garnison, die diesmal aus 54 Mann bestand, installierten. 1313 erlangten die Schotten wieder die Kontrolle über die Region. Von da an verblieb Tibbers Castle in schottischer Hand; es gehörte Thomas Randolph, 1. Earl of Moray. Ihm folgten Thomas Randolph, 2. Earl of Moray, und John Randolph, 3. Earl of Moray, nach. Als John Randolph 1346 in der Schlacht von Neville’s Cross fiel, wurde das Earldom zusammen mit Tibbers Castle an Patrick V., Earl of March, weitergereicht. Sein Sohn erbte beides 1369 und erwarb das Baronat Morton dazu. Morton wurde vermutlich das Verwaltungszentrum des Baronats Tibbers. Die Anwesen wurden in der Familie Dunbar bis 1435 weitervererbt, dann konfiszierte sie die schottische Krone. 1450 oder 1451 verlehnte König Jakob II. Tibbers an Georg Crichton, den Lord High Admiral von Schottland und späteren 1. Earl of Caithness. Als dieser 1454 starb, kam das Anwesen erneut unter königliche Kontrolle.
Eine Siedlung in Tibbers wurde 1451 erwähnt und die Existenz einer Burg schützte die Siedlung nicht vor dem Angriff der Truppen von Sir Alexander Stewart of Garlies 1547. Es ist nicht bekannt, ab wann Tibbers Castle aufgegeben wurde, aber im 18. Jahrhundert wurde die Hügelkette, auf der die Burg steht, zum Anbau von Getreide genutzt. Ein Teil des Gebäudes wurde abgerissen, um Baumaterialien, wie Kalk, wiederzuverwenden. Die „Mote de Tibbris“ ist 1499 und 1541 im Registrum Magni Sigilli erwähnt.
Über die Zeit hat sich die Interpretation von Tibbers Castle verändert und im 18. Jahrhundert hielt man es für ein römisches Militärlager, später erkannte man es als mittelalterliche Burg. Der Name der Burg führte zum Vorschlag, dass er von Kaiser Tiberius abgeleitet sei, aber „Tibbers“ kommt vom schottisch-gälischen Wort „Toibar“ (dt.: Brunnen). Die erste urkundlich erwähnte Ausgrabung an Tibbers Castle fand 1864 statt, wobei zwei Münzen aus der Regierungszeit König Eduards II. von England (1307–1327) und ein Dolch vom Anfang des 15. Jahrhunderts entdeckt wurden. 1912 wurde das Gelände vermessen, aber bis ins 21. Jahrhundert keine weiteren Ausgrabungen durchgeführt. Seit 1937 gilt Tibbers Castle als Scheduled Monument. In den Jahren 2013 und 2014 führte die Royal Commission on the Ancient and Historical Monuments of Scotland mit finanzieller Beteiligung von Historic Scotland und dem Castles Studies Trust geophysikalische Untersuchungen in Tibbers aus, wobei Widerstands- und Gradiometermessungen durchgeführt wurden.

## Beschreibung
In der ersten Phase bestand die Burg aus einer kleinen Einfriedung auf einer Hügelkette am Westufer des Nith. Diese Einfriedung wurde bei einer geophysikalischen Untersuchung im Jahre 2014 entdeckt, die ebenfalls enthüllte, dass diese hölzerne Gebäude enthielt.
Als Richard Siward die Burg um 1298 umbauen ließ, ließ er vermutlich einen Mound mit einer Burg und einer steinernen Umfassungsmauer hinzufügen und die kleine Einfriedung durch zwei große Einfriedungen südlich des Mounds ersetzen. In diesen Einfriedungen mag sich ein Markt befunden haben, so wie das bei Lochmaben Castle der Fall war. Es gibt nur wenige Beispiele in Schottland für den Umbau von Erdwerksburgen in steinerne Burgen. Der vierseitige Mound weist oben eine Fläche von 44 × 27 Metern auf. Die Einfriedungsburg oben ist nahezu rechteckig, bedeckt eine Fläche von 26,8 × 11,6 Metern und hat an jeder Ecke einen Rundturm. Von diesem Gebäude ist oberirdisch nur wenig übriggeblieben, der Südsüdostturm ist am besten erhalten. An der Südseite hatte die Einfriedungsburg einen zusätzlichen Turm, der zusammen mit dem Südsüdostturm den Eingang flankierte. Innen hatte die Burg einen Brunnen an der Ostseite und eine Gebäudeflucht, die sich entlang der West- und der Nordseite erstreckte. Dort waren vermutlich ein Rittersaal, Küchen und eine Schlafkammer untergebracht. Direkt südlich des Nordostturms gab es ein Ausfalltor. Diese Phase von Tibbers Castle ist „eine der wenigen authentischen Überbleibsel des englischen Burgenbaus in Schottland während der Plantagenet-Besetzung des Landes“.
In seiner größten Ausdehnung maß Tibbers Castle 330 × 85 Meter. Der Hof der Einfriedungsburg liegt in der Kernburg. Die beiden Vorburgen bedecken je etwa eine Fläche von 0,4 Hektar. Die Wallanlagen, die das Gelände einschließen, sind bis zu einer Höhe von 0,5 Metern erhalten und zwischen 3,4 und 5,5 Meter breit. Doppelte Vorburgen sind ungewöhnlich, es gibt aber weitere Beispiele auf Windsor Castle und Llandinam Castle.